# Marc Elder
Marc Elder es el seudónimo de Marcel Tendron ( Nantes, 31 de octubre de 1884 – Saint-Fiacre-sur-Maine el 16 de agosto de 1933) fue un escritor francés, ganador del premio Goncourt por su novela Gentes de mar (Le peuple de la mer).

## Biografía
Marcel Tendron, caballero de la Legión de Honor, fue crítico e historiador de arte, además de escritor. Fue conservador del castillo de los duques de Bretaña en Nantes, razón por la cual la plaza de la entrada al castillo, en la ciudad de Nantes, recibe su nombre.
En 1913, recibió el premio Goncourt por Gentes de mar (Le peuple de la mer), que retrata la vida de los pescadores de Noirmoutier. Los nominados fueron El Gran Meaulnes (Le Grand Meaulnes), de Alain-Fournier y Por el camino de Swann (Du côté de chez Swann) de Marcel Proust.
Existe una traducción de Le peuple de la mer al español titulada Gentes de mar, publicada por Plaza y Janés en 1914, y otra, aún accesible de segunda mano, publicada en 1965 en un volumen titulado Los premios Goncourt de novela, IV, donde aparecen también las obras premiadas de Thierry Sandre, Marcel Arland, Guy Mazeline, Francis Ambriere y Henri Pourrat.

## Obras
- Le Peuple de la mer, G. Oudin, 1914
- Deux essais: Octave Mirbeau, Romain Rolland, G. Crès, 1914
- La vie apostolique de Vincent Vingeame, Calmann-Lévy, 1917
- Le sang des dieux, A. Michel, 1921
- À Giverny, chez Claude Monet, Bernheim-Jeune, 1924
- Gabriel-Belot, peintre imagier, A. Delpeuch, 1927
- Pays de Retz, Emile-Paul, 1928
- Les Dames Pirouette', J. Ferenczi & fils, 1929
- Croisières J. Ferenczi & Fils, 1931
- La belle Eugénie: roman, Ferenczi et fils, 1931
- Jacques et Jean: bois originaux en couleurs de Robert Antral, Ferenczi et Fils, 1931
- La Bourrine - Le Beau livre N°4, 1932
- Jacques Cassard: corsaire de Nantes, J. Ferenczi, 1933
- Marc Elder, ou, Un rêve écartelé, Roger Douillard ed., Cid éditions, 1987